# Trinomys moojeni
Trinomys moojeni — вид гризунів родини щетинцевих. 

## Поширення
Відомий тільки по типовій місцевості, що знаходиться в штаті Мінас-Жерайс, Бразилія. Зустрічається вище 1000 м над рівнем моря, на кордоні між Серрадо і Атлантичним лісом. Вид названий на честь Жоау Моожена. 

## Генетика
Каріотип 2n=56, FN=106.

## Загрози та охорона
Основні загрози це знелісення і знищення середовища проживання; пожежі також часті в цьому регіоні. Одна з двох місцевостей, де був зафіксований гризун, знаходиться на охоронній території. 